# Svájc a 2011-es úszó-világbajnokságon
Svájc a 2011-es úszó-világbajnokságon 16 sportolóval vett részt.

## Érmesek
|     | Nemzet | Arany | Ezüst | Bronz | Összesen |
| 15. | Svájc  | 1     | 0     | 0     | 1        |

| Érem      | Név           | Esemény                          | Idő       | Dátum      |
| --------- | ------------- | -------------------------------- | --------- | ---------- |
| Aranyérem | Swann Oberson | Női 5 kilométeres hosszútávúszás | 1:00:39.7 | július 22. |

## Műugrás
Férfi
| Versenyző      | Esemény                 | Selejtező | Selejtező | Elődöntő          | Elődöntő          | Döntő             | Döntő             |
| Versenyző      | Esemény                 | Pont      | Helyezés  | Pont              | Helyezés          | Pont              | Helyezés          |
| -------------- | ----------------------- | --------- | --------- | ----------------- | ----------------- | ----------------- | ----------------- |
| Andrea Aloisio | Férfi 1 méteres műugrás | 309.70    | 26.       |                   |                   | Nem jutott tovább | Nem jutott tovább |
| Andrea Aloisio | Férfi 3 méteres műugrás | 300.10    | 48.       | Nem jutott tovább | Nem jutott tovább | Nem jutott tovább | Nem jutott tovább |

## Hosszútávúszás
Női
| Versenyző     | Esemény                           | Döntő     | Döntő     |
| Versenyző     | Esemény                           | Idő       | Helyezés  |
| ------------- | --------------------------------- | --------- | --------- |
| Iris Matthey  | Női 5 kilométeres hosszútávúszás  | 1:01:21.5 | 24.       |
| Iris Matthey  | Női 10 kilométeres hosszútávúszás | 2:07:35.7 | 7.        |
| Swann Oberson | Női 5 kilométeres hosszútávúszás  | 1:00:39.7 | Aranyérem |
| Swann Oberson | Női 10 kilométeres hosszútávúszás | 2:02:16.4 | 9.        |

## Úszás
Férfi
| Versenyző(k)     | Esemény                         | Selejtező | Selejtező | Elődöntő          | Elődöntő          | Döntő             | Döntő             |
| Versenyző(k)     | Esemény                         | Idő       | Helyezés  | Idő               | Helyezés          | Idő               | Helyezés          |
| ---------------- | ------------------------------- | --------- | --------- | ----------------- | ----------------- | ----------------- | ----------------- |
| Flori Lang       | Férfi 50 méteres gyorsúszás     | 22.80     | 31.       | Nem jutott tovább | Nem jutott tovább | Nem jutott tovább | Nem jutott tovább |
| Flori Lang       | Férfi 100 méteres gyorsúszás    | 49.86     | 34.       | Nem jutott tovább | Nem jutott tovább | Nem jutott tovább | Nem jutott tovább |
| Flori Lang       | Férfi 50 méteres hátúszás       | 25.12     | 4. Q      | 25.07             | 7. Q              | 25.15             | 8.                |
| Flori Lang       | Férfi 100 méteres hátúszás      | 56.40     | 40.       | Nem jutott tovább | Nem jutott tovább | Nem jutott tovább | Nem jutott tovább |
| Dominik Meichtry | Férfi 200 méteres gyorsúszás    | 1:47.38   | 7. Q      | 1:47.30           | 6. Q              | 1:47.02           | 7.                |
| Dominik Meichtry | Férfi 400 méteres gyorsúszás    | 3:51.32   | 22.       |                   |                   | Nem jutott tovább | Nem jutott tovább |
| Dominik Meichtry | Férfi 100 méteres pillangóúszás | 55.54     | 32.       | Nem jutott tovább | Nem jutott tovább | Nem jutott tovább | Nem jutott tovább |

Női
| Versenyző(k)       | Esemény                       | Selejtező | Selejtező | Elődöntő          | Elődöntő          | Döntő             | Döntő             |
| Versenyző(k)       | Esemény                       | Idő       | Helyezés  | Idő               | Helyezés          | Idő               | Helyezés          |
| ------------------ | ----------------------------- | --------- | --------- | ----------------- | ----------------- | ----------------- | ----------------- |
| Stephanie Spahn    | Női 50 méteres mellúszás      | 32.14     | 18.       | Nem jutott tovább | Nem jutott tovább | Nem jutott tovább | Nem jutott tovább |
| Stephanie Spahn    | Női 100 méteres mellúszás     | 1:11.13   | 30.       | Nem jutott tovább | Nem jutott tovább | Nem jutott tovább | Nem jutott tovább |
| Martina van Berjel | Női 200 méteres pillangóúszás | 2:09.68   | 18.       | Nem jutott tovább | Nem jutott tovább | Nem jutott tovább | Nem jutott tovább |
| Marina Ribi        | Női 400 méteres vegyesúszás   | 4:52.49   | 30.       |                   |                   | Nem jutott tovább | Nem jutott tovább |

## Szinkronúszás
Női
| Versenyző(k)                                                                                                | Esemény               | Selejtező | Selejtező | Döntő             | Döntő             |
| Versenyző(k)                                                                                                | Esemény               | Pont      | Helyezés  | Pont              | Helyezés          |
| --- | --------------------- | --------- | --------- | ----------------- | ----------------- |
| Pamela Fischer                                                                                              | Egyéni szabad program | 82.960    | 15.       | Nem jutott tovább | Nem jutott tovább |
| Pamela Fischer Anja Nyffeler                                                                                | Páros rövid program   | 83.200    | 19.       | Nem jutott tovább | Nem jutott tovább |
| Pamela Fischer Anja Nyffeler                                                                                | Páros szabad program  | 83.060    | 19.       | Nem jutott tovább | Nem jutott tovább |
| Roxane Begg Audrey Canova Laura Ermano Pamela Fischer Anja Nyffeler Eve Tieche Pascale Zwicky Simone Zwicky | Csapat rövid program  | 82.300    | 16.       | Nem jutott tovább | Nem jutott tovább |
| Roxane Begg Audrey Canova Laura Ermano Pamela Fischer Anja Nyffeler Eve Tieche Pascale Zwicky Simone Zwicky | Csapat szabad program | 83.640    | 14.       | Nem jutott tovább | Nem jutott tovább |

Tartalék
- Matilda Wunderlin